# Het Land van Weert
Het waterschap Het Land van Weert was een waterschap in de Nederlandse provincie Limburg. Het omvatte het gebied rond de plaatsen Weert, Nederweert, Stramproy, Hunsel, Grathem, Baexem en Heythuysen. Het gebied van het waterschap betrof de stroomgebieden in Nederland van de Leveroyse Beek, Swartbroekse Beek en Tungelroyse Beek.

## Geschiedenis
Van oudsher werd men in het gebied geplaagd door overstromingen die enerzijds geweten werden aan de molens op de beken die het water opstuwden in plaats van het geleidelijk te laten afvloeien en anderzijds aan de waterafvoer uit de vloeiweiden in België. Als gevolg hiervan stonden de akkers, velden en bossen een gedeelte van het jaar onder water.
In februari 1866 vond er een gezamenlijke vergadering plaats van Gedeputeerde Staten met de burgemeesters van de gemeenten Weert, Hunsel, Baexem, Heythuysen, Grathem en Nederweert. Samen formeerden ze een commissie die voorbereiding ter oprichting van een waterschap moest doen.
Op 5 november 1868 werd door Provinciale Staten besloten om het waterschap op te richten. Op 1872 kwam er een definitief bestuur. In 1873 werd er een keur vastgesteld met daarin de voor grondeigenaren geldende regels. Op basis daarvan kon men afdwingen dat de beken werden schoongehouden.
In 1877 kocht het waterschap de Leveroyer watermolen en in 1878 de Vloedmolen, inclusief de bijbehorende stuwrechten, met als doel om de afwatering van het gebied te verbeteren. Gedeeltelijk werd dit bekostigd door een subsidie van de provincie en het rijk. In 1878 werd vervolgens begonnen met de eerste werkzaamheden om de beken te onderhouden en reinigen. Door de kosten die met de aankopen en werken gepaard gingen kreeg het waterschap financiële problemen. Allereerst verhoogde het de omslaggelden en toen dat niet voldoende bleek vroeg men de provincie en het rijk om meer subsidie. Die subsidie kreeg men niet en men moest de verbeteringswerken uitstellen, dit mede omdat er nog geen oplossing was voor de wateroverlast van de Belgische beken.
In 1884 werd besloten om een totaalplan te maken voor de afwatering. Dit plan kwam pas gereed in 1894. In de tussentijd kon men wegens een gebrek aan gelden geen werkzaamheden uitvoeren, wel werden de beken regelmatig gereinigd. Van de 107 waterlossingen in het gebied (de lozing van overtollig water dat zich binnen een waterkering bevindt) reinigde het waterschap het grootste deel zelf. De eigenaren van aanliggende percelen langs kleinere beken deden de rest.
In 1901 kocht het waterschap de Heythuysermolen aan.
In 1907 begon men met de verbetering van de Tungelroyse Beek en diens zijlossingen. Toen kreeg men ook subsidies van de provincie en het rijk, waarna men, als gevolg van te hoge inschrijvingen voor de werkzaamheden, de werkzaamheden zelf ging uitvoeren in eigen beheer. Deze verbeterwerkzaamheden voltooide men in 1910.
Na 1910 had het waterschap voornamelijk als taak om de beken en waterlossingen te onderhouden en te reinigen. Het waterschap had slechts twee man personeel: een secretarispenningmeester en een opzichter en voor de werkzaamheden huurde men los werkvolk in of besteedde de werkzaamheden.
In 1917-1919 werd waterschap De Oude Graaf opgericht waarbij het waterschap nauw betrokken was. Onduidelijk is waarom het gebied niet in waterschap Het Land van Weert werd opgenomen.
In december 1932 werd door Provinciale Staten besloten om het waterschap Midden-Limburg op te richten met een oppervlakte van 30.000 hectare. Het waterschap had het beheer over gronden in het gebied in de toenmalige gemeenten Baexem, Beegden, Buggenum, Grathem, Haelen, Heel en Panheel, Helden, Heythuysen, Horn, Hunsel, Ittervoort, Kessel, Meijel, Nederweert, Neer, Neeritter, Nunhem, Roggel, Stramproy, Thorn, Weert en Wessem. Pas in 1939 werd het waterschap daadwerkelijk opgericht en ging in dit nieuwe waterschap het waterschap Het Land van Weert op.